# NGC 1690
NGC 1690 (również PGC 16290 lub UGC 3198) – galaktyka eliptyczna (E?), znajdująca się w gwiazdozbiorze Oriona. Odkrył ją John Herschel 13 marca 1831 roku.
W galaktyce tej zaobserwowano supernową SN 2005ec.